# Templo de Roma y Augusto (Atenas)

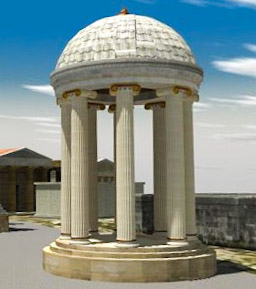
Reconstrucción del templo en 3D.

El templo de Augusto y Roma  era un pequeño templo circular monóptero levantado en honor a Augusto y a la personificación de la ciudad de Roma después del 27 a. C. en la Acrópolis de Atenas, más probablemente entre el 17 y el 10 a. C.

## Historia
Después de la batalla de Actium en 31 a. C., el emperador Augusto visitó Atenas varias veces e hizo reparar templos y otros edificios, por lo que fue honrado como 'salvador y benefactor' con una inscripción en este templo.
Estaba situado a unos 20 metros al este del Partenón y simétrico a su eje, siendo el único edificio de la época romana construido en la Acrópolis. Probablemente albergara una estatua de Augusto. Tenía solo unos 8,6 metros de diámetro y 9 de alto, descansando sobre una base cuadrada o circular de toba volcánica y estaba sostenido por nueve columnas jónicas. El entablamento y el techo cónico o semiesférico son íntegramente de mármol pentélico. Se singulariza por su carencia de nave.
Apenas se conservan restos de columnas de media altura y algunos capiteles y elementos arquitectónicos del templo. El humanista y viajero italiano Ciríaco de Ancona mencionó la inscripción del arquitrabe: “Ad praefatae Palladis templi vestibulum”. Las columnas imitan las del Erecteion lo que puede indicar que el templo fue construido por el mismo arquitecto que reparó el Erecteion después de que fuera dañado por el fuego.
Es un hecho que el templo tenía su propio sacerdote, como se muestra en la inscripción de un asiento en el Teatro de Dioniso: [ΙΕΡΕΩΣ] ΘΕΟΥ ΣΩΤΗΡΟΣ ΕΠ’ ΑΚΡΟΠΟΛΕΙ ([Sacerdote] Salvador de dios en la Acrópolis).